# Plexippus fuscus
Plexippus fuscus är en spindelart som beskrevs av Rollard, Wesolowska 2002. Plexippus fuscus ingår i släktet Plexippus och familjen hoppspindlar. Inga underarter finns listade i Catalogue of Life.